# II milenio a. C.

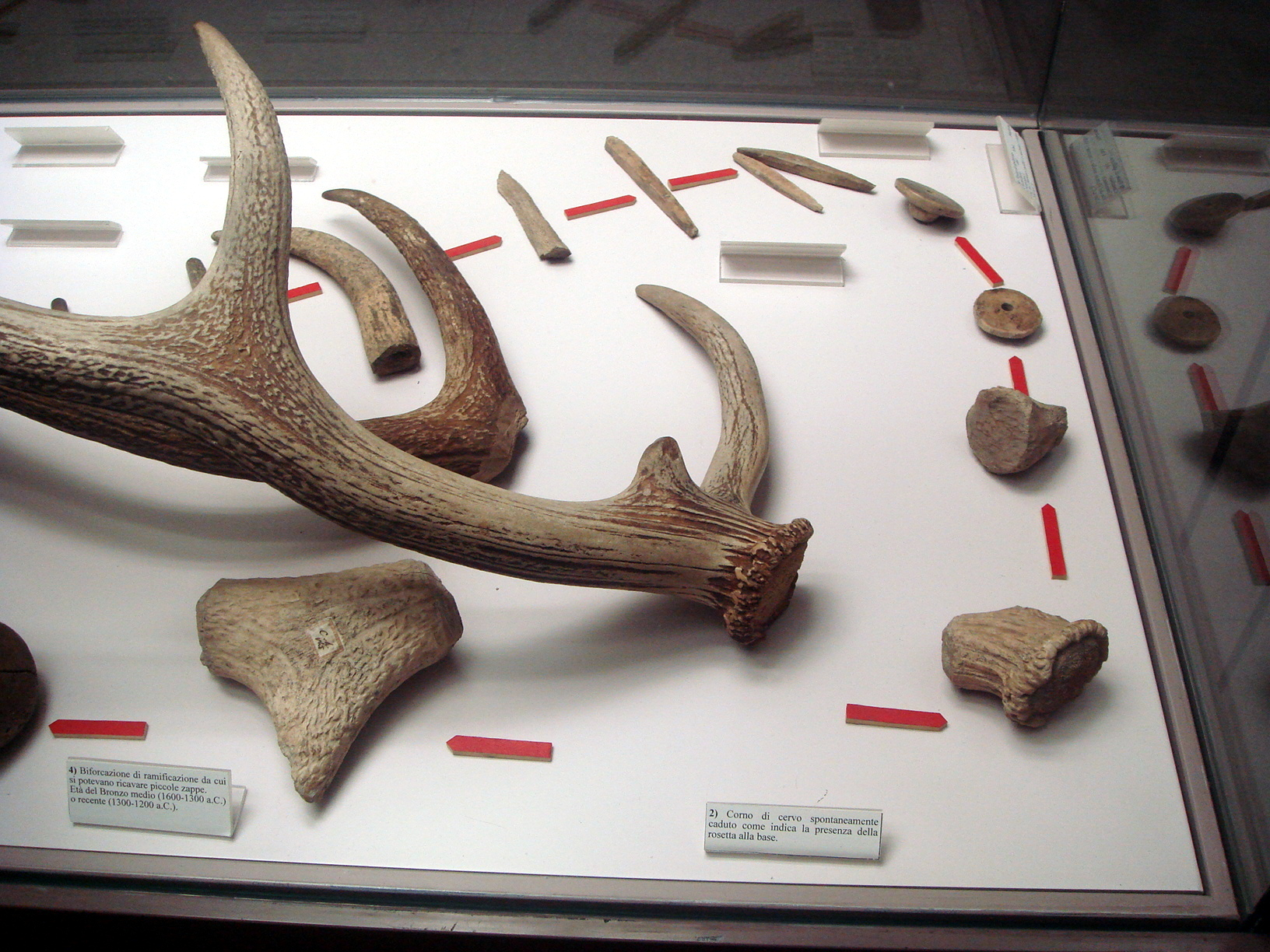
Vitrina que muestra los métodos para tallar astas (los objetos datan del 2200 al 1200 a. C.), en exhibición en el Museo de Prehistoria del Castello sforzesco en Milán, Italia. Fotografía de Giovanni Dall'Orto, 14 de febrero de 2009.

El II milenio a. C. comenzó el 1 de enero de 2000 a. C. y terminó el 31 de diciembre de 1001 a. C.

## Acontecimientos relevantes
- 2050-1780 a. C.(fechas aproximadas): Imperio Medio en Egipto, dinastías XI (2130-1991 a. C.) y XII (1990-1780 a. C.)
- Siglo XIX a. C.: en el norte y centro de Europa termina la larga cultura de la cerámica encordelada, que había comenzado a finales del neolítico (siglo XXXIII a. C.) y representó la introducción del metal en el norte de Europa y posiblemente una primera entrada y expansión de la familia indoeuropea de idiomas.
- 1813-1780 a. C.: Asiria alcanza la categoría de imperio.
- 1800 a. C. (fecha aproximada): El Argar sustituye a Los Millares.
- 1780-1560 a. C.(fechas aproximadas): Segundo periodo intermedio en Egipto, dinastías XIII a XVII.
  - 1650 a. C.: los hicsos invaden Egipto y establecen su capital en Avaris.
- 1792-1750 a. C.: en Mesopotamia (actual Irak), tras numerosas campañas, Hammurabi derrota a los pueblos vecinos, con lo cual Sumer y Acad quedarán unidos en lo sucesivo con el nombre de Babilonia.
- Hammurabi concluye las obras del palacio de Mari, que contenía un archivo de 20 000 tablillas de arcilla con escritura cuneiforme.
- 1766-1122: en China se desarrolla la dinastía Shang.
- Hacia el 1700 a. C. acaba la cultura del vaso campaniforme en la península ibérica.
- 1700-1450 a. C.: Minos en la isla de Creta.
- 1700-800 a. C.: La Edad del Bronce está dominada por la llamada "arquitectura ciclópea" en las Islas Baleares y Cerdeña.
- 1600-1125 a. C.: en Creta se desarrolla la cultura micénica.
- 1500 a. C.: en la India sucede la invasión de los arios védicos, que introdujeron el elemento indoeuropeo.
- 1580-1200 a. C.: La civilización egea alcanza su fase central (Heládico medio - Minoico reciente)
- 1560-1085 a. C.(fechas aproximadas): Imperio Nuevo en Egipto, dinastías XVIII a XX. Se enfatiza la construcción de templos e hipogeos. Entre ellos destacan:
  - Templos: de Amón en Karnak, de Luxor, de Hatshepsut en Deir el-Bahari y de Ramsés II en Abú Simbel.
  - Hipogeos del Valle de los Reyes, con tumbas pertenecientes a faraones de las dinastías XVIII, XIX y XX.
- 1286 a. C.: en Asia Menor, el tratado de paz de Kadesh termina la guerra en Capadocia entre Egipto y el Imperio hitita.
- 1160 a. C.: en Babilonia los elamitas derrocan a los casitas.
- 1150 a. C.: los dorios invaden Grecia y dominan a los aqueos, jonios y eolios.
- 1125 a. C.: en Creta, caída de Micenas.
- 1122-221 a. C.: en China se desarrolla la dinastía Zhou.
- 1100 a. C.: los fenicios realizan los primeros viajes marítimos atravesando el estrecho de Gibraltar, fundan Gadir (actual Cádiz) en 1104 a. C. Comienza el arte fenicio en la península ibérica y Baleares.
- 1085 a. C.: Comienza el Tercer periodo intermedio en Egipto.
- 1027 a. C : La dinastía Shang de China es derrocada por los Zhou; los arios en la India se extienden hacia el este por el valle del Ganges.

## Personas relevantes
- Sesostris III de Egipto (1878-1841 a. C.): llegó hasta la Baja Nubia (minas de oro) y abrió nuevas rutas comerciales hacia el Sinaí, Creta y Biblos.
- Amenemhat III de Egipto (1842-1797 a. C.): hizo colonizar El-Fayum con el fin de regular las aguas del lago Moeris.
- Rim-Sin I de Larsa (1822-1763 a. C.).
- Šamši-Adad I de Asiria (1813-1781 a. C.).
- Hammurabi de Babilonia (1792-1750 a. C.).
- Ahmose I: expulsó a los hicsos, inició el Imperio Nuevo (1552-1070 a. C.). Capital en Tebas.
- Mursili I (1513 a. C.), rey hitita que saqueó Babilonia.
- Agum II (1500 a. C.), rey de la dinastía casita (la cual se instaló definitivamente en Babilonia).
- Thutmose III de Egipto (1500-1448 a. C.), creó un imperio en Oriente Próximo y Nubia.
- Abraham (hacia el siglo XV a. C.): condujo a los hebreos desde Aram (Siria septentrional) hasta Canaán.
- Reina Hatshepsut de Egipto (1490-1468 a. C.), que evitó todo conflicto militar y realizó expediciones comerciales a Punt.
- Suppiluliuma I, uno de los reyes hititas más famosos y exitosos, gobernó desde el 1375 a. C. hasta aproximadamente el año 1322 a. C.
- Amenhotep III (1390/1-1353/2 a. C.): mantuvo la paz con los hititas del Asia menor.
- Akenatón (reinó de h. 1353/2 a 1338/6 a. C.): propuso un solo dios Atón (el disco solar), véase atonismo.
- Horemheb (1335-1308 a. C.): completó la restauración politeísta y restableció los cultos locales.
- Moisés (hacia 1272 a. C.)
- Ramsés II (1292-1225 a. C.): inmortalizó su reinado con los templos de Abu-Simbel y Hathor, faraón de Egipto.
- Merenptah (1223-1204 a. C.), faraón de Egipto.
- Ramsés III (1198-1151 a. C.), faraón de Egipto.
- Nabucodonosor I: (1124-1103 a. C.). Consiguió la unificación del reino babilonio y la expulsión de los elamitas. Al producirse su muerte, el imperio babilónico cayó bajo la hegemonía asiria.
- Tiglatpileser I (1115-1077 a. C.): amplió el imperio asirio desde las costas del Mediterráneo hasta las montañas de Armenia.
- David (1010-932 a. C. aprox.) convirtió Jerusalén en la capital religiosa y política del primer reino hebreo.